# Evenement
Een evenement is een verplaatsbare georganiseerde gebeurtenis waarbij een veelheid aan mensen betrokken is. Meestal is die gebeurtenis publiek, maar ze kan ook besloten zijn, bijvoorbeeld een bedrijfsevenement.
Evenementen kunnen variëren van plaatselijke, zoals een boekenmarkt, tot grote internationale evenementen als de Olympische Spelen en het Eurovisiesongfestival. Er worden onder andere een- en meerdaagse evenementen gehouden op het gebied van kunst, cultuur, sport, religie en wetenschap (congressen en symposia).
Voor het organiseren van evenementen kan een vergunning nodig zijn waarin aan de organisatoren voorwaarden kunnen worden gesteld, zoals met betrekking tot te nemen veiligheidsmaatregelen rond het evenement. De wettelijke basis hiervoor is bijvoorbeeld in Nederland artikel 174 van de Gemeentewet, die stelt dat de burgemeester is belast met het toezicht op openbare samenkomsten en vermakelijkheden, alsmede de Algemene Plaatselijke Verordening (APV) en de Wet veiligheidsregio's (Wvr). In België moet de aanvraag voor een publiek evenement ingediend worden via het gemeentebestuur en gelden de lokale regels. Er is geen federaal beleid tenzij voor voetbalwedstrijden.